# تشونغيانغ (محافظة)
محافظة تشونغيانغ (تشونغيانغ غون) هي محافظة تقع في مقاطعة تشنغتشونغ الجنوبية، كوريا الجنوبية. المنطقة ريفية، وتشتهر في جميع أنحاء كوريا بتوابل الفلفل غوتشو الذي يزرع هناك.

## وصلات خارجية
- الموقع الإلكتروني للمحافظة نسخة محفوظة 29 مايو 2010 على موقع واي باك مشين.